# Jean-François Brisson
 (juillet 2025).
Si vous disposez d'ouvrages ou d'articles de référence ou si vous connaissez des sites web de qualité traitant du thème abordé ici, merci de compléter l'article en donnant les références utiles à sa vérifiabilité et en les liant à la section « Notes et références ».

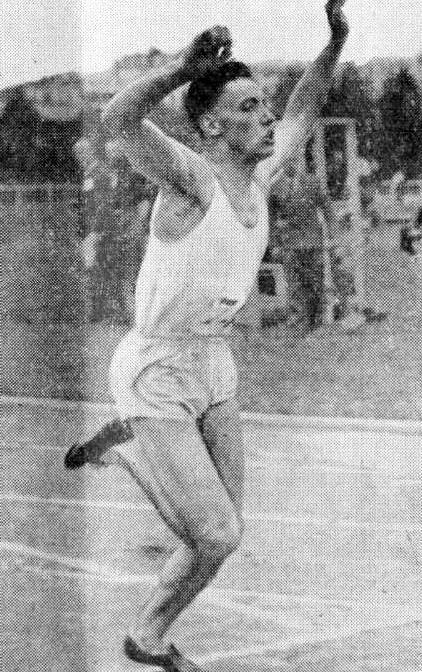
Jean-François Brisson, du RCF, recordman de France du 110 mètres haies en juin 1939 (11 années après Sempé).

Jean-François Brisson, né le 29 juillet 1918 à Agen et mort le 15 mars 2010 à Rambouillet, est un journaliste, écrivain et sportif de haut niveau français. 

## Biographie
Licencié ès lettres, il devient le représentant de la 4e génération de journalistes de la famille : Francisque Sarcey, Adolphe Brisson et Pierre Brisson. Il est fils unique de la comédienne Yolande Laffon et de Pierre Brisson, critique dramatique puis directeur du journal Le Figaro. 
En 1942, il se marie à Jeanne-Marie Benielli dont il a quatre filles : Céline, Isabelle, Marianne et Catherine puis en 1971, il épouse Claudine Fayard, journaliste et écrivain dite Claudine Jardin dont il a une fille : Marie.  

### Le journaliste
Il passe quarante-cinq ans au Figaro d'abord à la rubrique sportive en 1945, puis comme rédacteur en chef et directeur-adjoint. Il quitte le journal quand Robert Hersant signe son premier éditorial politique en 1976, en faisant jouer la clause de conscience. En effet Pierre Brisson a obtenu après la Seconde Guerre mondiale que la société fermière du Figaro — composée des seuls journalistes — soit responsable de sa ligne politique.

### Le sportif
Après avoir été champion de Paris du 110 mètres haies en 1938 (et encore 3 fois par la suite), il est recordman de France du 110 mètres haies pendant 9 ans (de 1939 à 1948) avec la performance de 14,7 s. Il est aussi le seul vainqueur français du match d’athlétisme France-Allemagne en 1939.
Nommé membre du Haut-comité des sports à sa création en 1961, il participe à ses travaux jusqu’en 1964. Adepte de Coubertin, il est violemment hostile à l’intrusion de l’argent dans le sport. Il est un ardent défenseur de l’idéal olympique. Membre fondateur du Comité français Pierre-de-Coubertin et créateur, en 1958, du décathlon moderne — devenu ensuite décathlon olympique moderne au Comité national olympique et sportif français (CNOSF) — il est titulaire du diplôme olympique qui lui a été décerné par le Comité international olympique (CIO) en 1970. À partir de 1976, il participe à la commission sportive auprès de l’Organisation des Nations unies pour l'éducation, la science et la culture (Unesco) et au CNOSF.
International d’athlétisme, passionné de sport, il en exerce lui-même un grand nombre pour son plaisir : parachutisme, vélo, ski, pilotage d’avion, boxe, natation, kayak, aviron, voile, etc. Il adhère à de nombreuses associations sportives comme L’Association des écrivains sportifs.

## Fonds d’archives de l’Institut mémoires de l’édition contemporaine
En 1997 Jean-François Brisson lègue un fonds d’archives professionnelles et familiales à l’Institut mémoires de l'édition contemporaine (IMEC). Celui-ci est constitué d’un grand nombre de documents, articles et correspondances de Pierre Brisson. Y figure également les diverses versions de son livre, Fils de quelqu’un, témoignage sur Pierre Brisson, une tranche d’histoire de la famille, suite de Autre temps, écrit par Pierre Brisson (Gallimard, 1950). La correspondance professionnelle, documentation concernant son rôle dans le domaine sportif (Comité olympique et Unesco) a aussi été confiée à l’IMEC ainsi que sa bibliothèque personnelle consacrée au sport de haut niveau, aux compétitions et aux Jeux olympiques.

## Œuvres
- C'est du cirque, Solar,1956[5] ;
- L’Éducation physique, Hachette, 1963[6] ;
- Sport qui tue, sport qui sauve, Fayard, 1965[7]. Ce livre remporte le prix Henri Desgrange de l’Académie des sports ;
- Le Temps d’être en forme, Solar, 1972 [8];
- L’Enjeu olympique, Éditions Marcel Valtat, 1981[9] ;
- Et si c’était eux, Librairie Séguier, 1985 ;
- Fils de quelqu’un, éditions de Fallois, 1990.